# Orciano Pisano
Orciano Pisano är en ort och kommun i provinsen Pisa i regionen Toscana i Italien. Kommunen hade 615 invånare (2018).